# 巴尔韦德-德尔马哈诺
巴尔韦德-德尔马哈诺（西班牙語：Valverde del Majano）是西班牙卡斯蒂利亚-莱昂塞戈维亚省的一个市镇。 总面积31平方公里，总人口521人（2001年），人口密度17人/平方公里。